# Provierörelsen

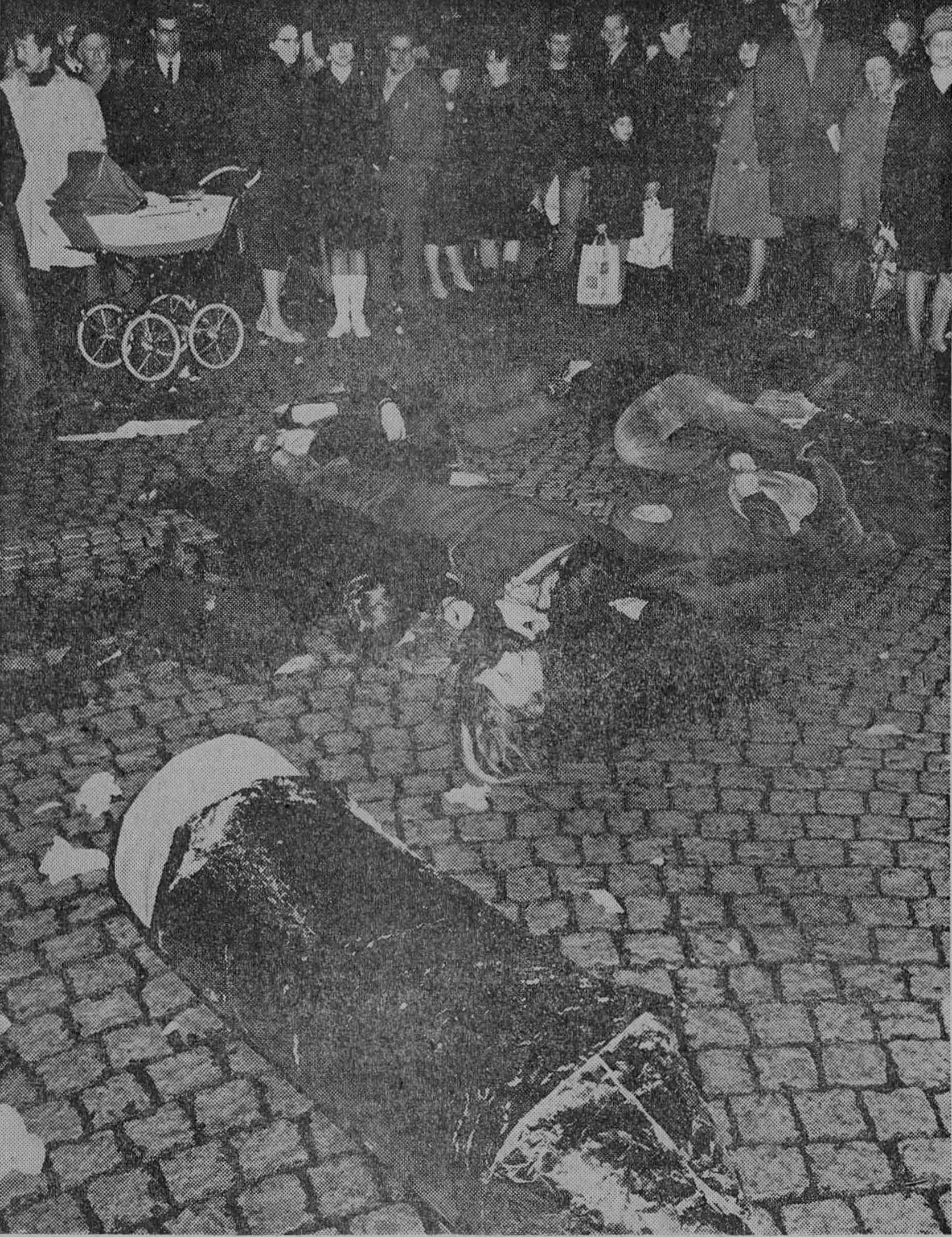
Den första aktionen av Provierörelsen på Hötorget i Stockholm, måndagskvällen den 21 november 1966.

Provierörelsen var en pacifistisk anarkistisk ungdomsrörelse i Sverige, med förgreningar till Holland och Danmark. Framförallt förekom rörelsen i Stockholm under ungefär ett år mellan 1966 och 1967 men det fanns även provies i Lund och Göteborg.

## Bakgrund
Rörelsen startade fredagen den 7 oktober 1966 genom ett möte i syndikalistiska SAC:s lokaler på Sveavägen. I denna lokal höll man möten varje söndagseftermiddag under hösten 1966. 
Rörelsens möten hölls alltid som stormöten, som sträckte sig långt in på nätterna. Det viktigaste var de stora Söndagsmötena. Verksamheten byggde på att ingen skulle behöva göra något den inte ville eller trodde på. Det fördes inga protokoll och inga mötesbeslut kom att verkställas. En av medlemmarna uttryckte det som att "det är ju rörelsen som är till för individen, och inte tvärt om". Något formellt medlemskap eller någon organisationsstruktur fanns inte. Rörelsen var med andra ord starkt decentraliserad.
Gruppen försökte förena en form av happeningsestetik och demonstrationspolitik, genom happenings och gatuteater, för att provocera och, som de uttryckte det, "väcka samhället ur sin slummer", "göra uppror mot arselfolket" och "för att väcka dem går det inte bara att varna genom prat. De måste oroas (provoceras) i sin fördummande ombonad".
Det gruppen förespråkade var "ett mer mänskligt samhälle". De protesterade mot bland annat kapprustningen, kapitalismen, reklamen, miljöförstöring, bostadsbristen, de ekonomiska klyftorna i världen, värnplikten och auktoritetstron.

## Namnet
De aktiva i provierörelsen brukade kallas för provies. Namnet var från början ProVie, vilket betyder "för livet" men förenklades till Provie, vilket refererade, men genom sin omskrivning också distanserade sig något från de mer våldsamma Provos i Nederländerna. Andra provies ansåg inte att det var någon skillnad på provies och provos. Provo, i sin tur, var från början en benämning på mods som introducerades 1965 av den holländska sociologen Wouter Buikhuisen i hans doktorsavhandling Achtergronden van nozemgedrag. och refererade till "provokation".

## Medlemmarna och lokalerna

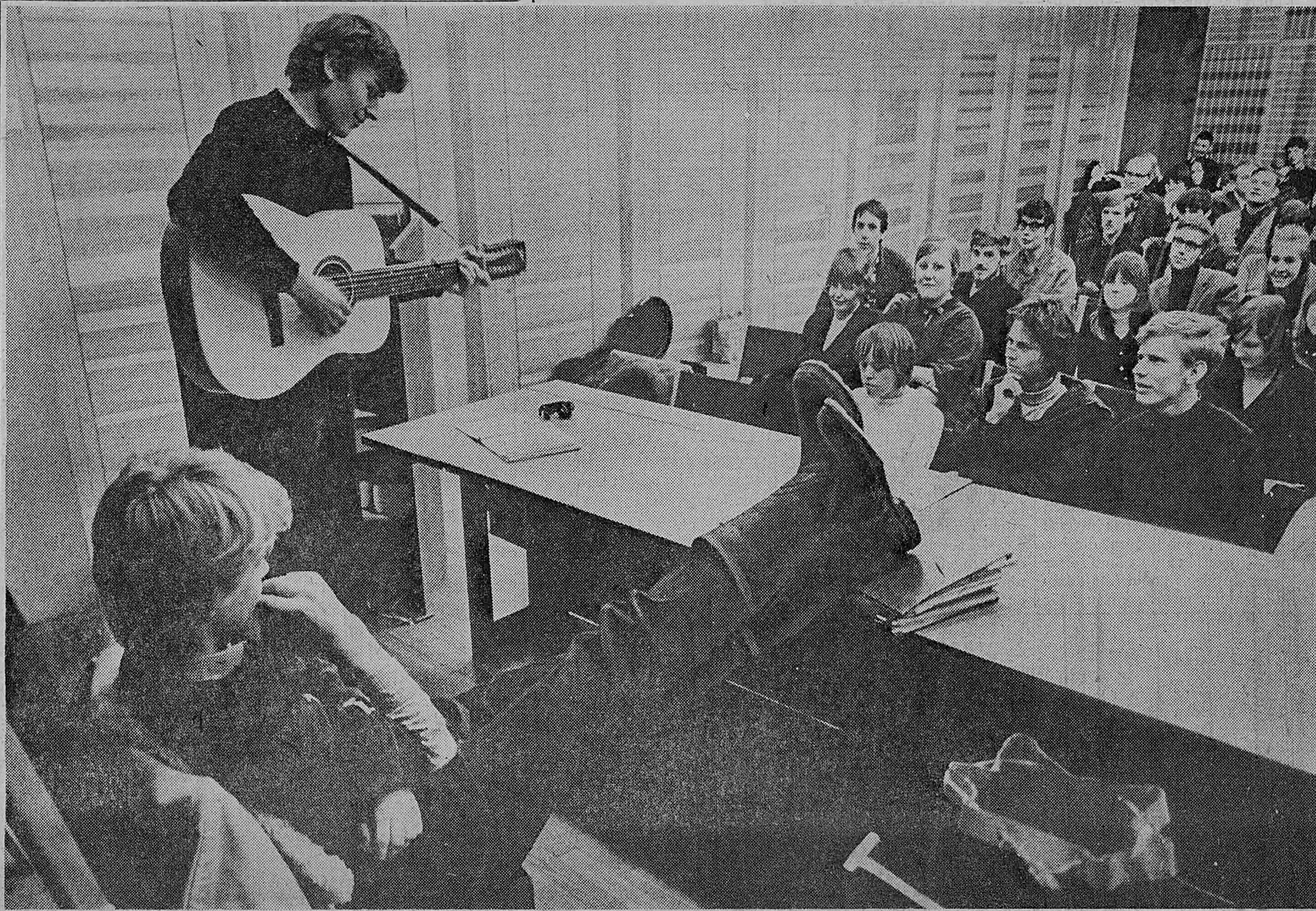
Provierörelsen har möte i ABF-huset, söndagen den 5 februari 1967. Mannen med fötterna på bordet är mötesledare Magnus Eriksson – som fick en reprimand för att han betedde sig som en vanlig ordförande – och mannen med gitarr är Roland von Malmborg.

Gruppen attraherade främst äldre anarkister, unga vänsteraktivister, studenter, beatniks och konstnärer, men även marginaliserade grupper som unga som rymt hemifrån och narkomaner. Våren 1967 fick gruppen en lokal genom ett rivningskontrakt på Regeringsgatan 57 – en trerumslägenhet. Väggarna var tapetserade med tidningsurklipp om demonstrationer, protokoll från åklagarmyndigheten och målade med slagord. Där fanns uppsatta pamfletter mot kärnvapen och väggtidningar. På dagarna höll ofta ett 20-tal ungdomar till i lokalerna men på kvällar och nätter kunde 70 till 100 samlas i våningen. Många var bara nyfikna engångsbesökare medan andra återkom. Här festade man, diskuterade politik, förberedde aktioner och sov. Lokalen utrymdes av polis efter att flera knarkare bosatt sig och inte kunde tas om hand av provies. Därefter hölls proviemötena i modslokalen 4-an på Lästmakargatan 4 som man fick disponera på söndagseftermiddagarna.
Gruppen hade inte någon ledare, men det fanns ändå vissa mer uppmärksammade i gruppen. En av dem var 15-åriga Susanna Vestin. Andra var protestmålaren Monica Sjöö som senare blev erkänd konstnär, sångaren Roland von Malmborg, idag trubadur och miljöpartistisk politiker, agitatorn Magnus Eriksson och "O. B." som var en av de som kämpade med att hålla ihop gruppen i lokalen på Regeringsgatan. Andra som gjorde sig kända var Robert Carleson, sedermera regissör och Göran Åman som 1968 gav ut boken Grön choklad, vita provies, svart framtid men rutiga bananer som bland annat handlar om hans tid i gruppen.

## Aktioner

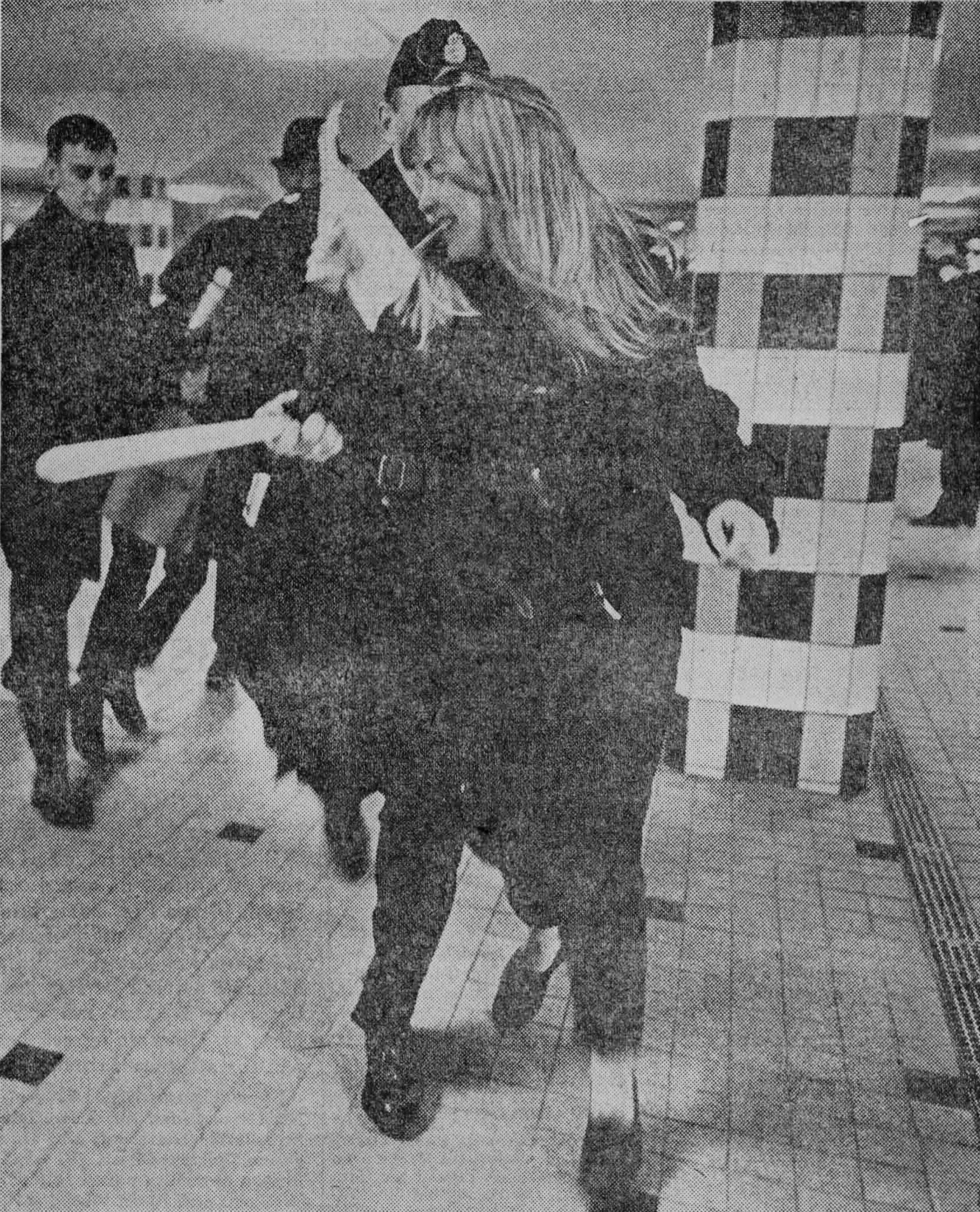
En provie jagas av polis med batong i tunnelbanan efter en aktion den 5 december 1966.

Inspirationen kom bland annat från situationisterna men främst från den nederländska Provorörelsen som låg bakom våldsamma upplopp i Amsterdam. Provies hade dock en mer lekfull attityd. Deras första happening handlade till exempel om ett kärnvapenkrig och genomfördes på Hötorget i Stockholm, måndagen den 21 november 1966. Två sidor stred mot varandra, iförda gasmasker, för att till sist dödas av en stor atombomb i aluminiumfolie. Andra aktioner innebar en demonstration av "svältande" utanför riksdagshuset, en "död" flicka i en kanyl i Kungsträdgården, man sprayade ordet "cancer" på tobaksreklam och klippte av flagglinor inför svenska flaggans dag.  Vid en aktion klädde man ut sig till tiggare och sträckte fram tiggarbössor mot de uppklädda riksdagsledamöterna i samband med riksdagens öppnande.
Trots lekfullheten slutade inte sällan Provies aktioner i polisingripanden. En av förgrundsgestalterna, Robert Carleson, åtalades bland annat för att ha snutit sig i en svensk miniatyrflagga. Problem fick man när den i proviesammanhang relativt överårige aktivisten Inge Oskarsson (född 1927) på en demonstration dök upp med ett plakat där det stod "Skjut flera poliser". Detta skedde bara några veckor efter att poliser hade skjutits till döds av rånare i Handen den 9 januari 1967. Oskarsson blev åtalad och fick skarp kritik internt i provierörelsen för sitt makabra skämt. Oskarsson som var en känd provokatör hade inte menat allvar men skadan var skedd.
Gruppen publicerade också en tidning, som kallades Provietidningen, och som bland annat innehöll politiska texter och uppmaningar till sabotage, allt kombinerat med cynisk humor. Provierörelsen blev tidigt medveten om att man måste ha med sig media för att aktionerna skulle uppmärksammas. De skrev pressmeddelanden och bjöd in fotografer att delta i aktionerna.

## Upplösning
Redan när gruppen portades från lägenheten på Regeringsgatan 57 hävdade vissa att rörelse var upplöst. Andra menade att det bara var en väntad kris som skulle följas av andra. Många av de äldre försvann vid den här tiden men ersattes av andra. Torsdagen den 14 september 1967 beslutade gruppen på ett möte i en källarlokal på Döbelsgatan att gruppen var död. Dagen efter publicerades en dödsruna i Dagens Nyheter där det bland annat stod. "Vår kära Provie insomnade i dag våldsamt efter kraftiga vällevnadskonvulsioner sörjd och saknad av: Lasse – narkoman, Göran – tumrullare, Efraim – eremit, Ossaur – filosof, Anonyma – desillusionerade världsförbättrare". Begravningen hölls söndagen den 17 september då en procession bar en kista från Hötorget till Kungsträdgården där provieflaggan brändes, dock utan polisingripande eftersom flaggan bestod av en disktrasa.
Provierörelsen kom, trots sin korta historia, att influera flera av de aktionsgrupper som växte fram under perioden. Men efter gruppens upplösning kunde flera av medlemmarna återfinnas i mindre anarkistiska och mer strukturerade organisationer som KFML, maoistiska tidningar och vänsterförlag.